# Franziskanerinnen von Aiterhofen
Die Franziskanerinnen von Aiterhofen – vollständiger Name: Franziskanerinnen von der Buße OSF in Aiterhofen – sind ein römisch-katholischer Frauenorden bzw. ein sogenannter regulierter Drittorden (franziskanische Drittordenkongregation) nach bischöflichem Recht mit Generalat und Mutterhaus in Aiterhofen im Kloster St. Josef.

## Geschichte

### Gründung
1840 gründete Angela Fraundorfer zusammen mit 13 jungen Frauen aus Geltolfing und Umgebung einen religiösen Verein.
Pfarrer Handwercher von Oberschneiding war ihr geistlicher Leiter.
Am 26. April 1846 erteilte König Ludwig I. von Bayern den Frauen die Genehmigung.
Sie bauten sich 1846–1848 in der Nähe der Pfarrkirche Aiterhofen ein Haus, in dem sie seit dem 14. Februar 1849 zusammen nach der Regel des hl. Franz von Assisi leben.
Seit 1855 legen die Schwestern ewige Gelübde ab und bilden eine Klostergemeinschaft mit Noviziat.
Die Gründerinnen hatten zunächst die Absicht, dass die Schwestern ein kontemplatives Leben der Buße in Abgeschiedenheit von der Welt führen sollten; später verschob sich die Ausrichtung der Gemeinschaft auf sozial-caritative Tätigkeit,| insbesondere in der Erziehung armer unehelicher Mädchen sowie der Pflege von Armen und Kranken.

### Missionstätigkeit
Den Aufrufen von Papst Pius XI folgend, entsandte die Kongregation am 26. April 1935 fünf Schwestern (Schw. Benigna Binder, Schw. Maria Augustina Aubeck,
Schw. Maria Antonia Pfeilschifter, Schw. Serafine Plotz und Schw. Gertrudis Schonberger), die am 17. Mai 1935 in Brasilien ankamen.

Die erste Gründung erfolgte mit dem Santa Casa da Misericórdia (= hl. Haus der Barmherzigkeit) am 13. August 1935 in Bariri (Bundesstaat São Paulo) – es wurde ein Krankenhaus in Bariri und ein Waisenhaus in Barretos übernommen.

Im Jahr 1992 wurden drei brasilianische und eine deutsche Schwester in das Tiefland Boliviens entsandt. Im Vikariat Ñuflo de Chávez waren sie unter dem bayerischen Franziskaner Missionsbischof (Antonio) Eduardo Bösl OFM bei dem Indianerstamm der Chiquitanos vor allem in der Pastoral, der Schule und im Krankenhaus tätig.

## Die Ordensgemeinschaft heute
Heute (2018) leben 36 Schwestern in Deutschland und ca. 50 Schwestern in der Provinz Santa Clara in Brasilien, davon sind einige auch in Bolivien tätig. Seit September 2016 lebt eine brasilianische Schwester in einer interkongregationalen Gemeinschaft in Mosambik zusammen mit 2 Schwestern anderer Kongregationen.

### Einrichtungen in Aiterhofen
- Kloster St. Josef (Mutterhaus) mit Klosterkirche
- Franziskanisches Jugendhaus
- Angela-Fraundorfer-Realschule für Buben und Mädchen
- Paramenten- und Fahnenstickerei[1]
- bis Januar 2017: Kindergarten Maria Schutz mit angeschlossener Kinderkrippe (inzwischen in Trägerschaft der Gemeinde Aiterhofen)

### Einrichtungen in Brasilien
Neben dem am 15. November 1945 gegründeten  Provinzhaus im Zentrum von Taquaritinga (SP – Bundesstaat São Paulo) mit dem angeschlossenen Noviziat São Francisco de Assis gibt es noch folgende Niederlassungen:
- Barretos (SP)
  - Casa abrigo Ir. Lourdes seit 4. Oktober 1994 – familienersetzende Einrichtung
  - Educandário Sagrados Corações seit August 1935[9]
  - Panificadora Paz e Bem – Bäckerei mit Ausbildungsmöglichkeit für Heranwachsende
- Buritirana (MA – Bundesstaat Maranhão) Comunidade Sta. Maria dos Anjos seit 19. März 2004 – pastorale Arbeit in der Pfarrei Nossa Senhora da Conceição
- Campo Mourão (PR – Bundesstaat Paraná) Lar dos Velhinhos Frederico Ozanan seit 21. Oktober 1984 – eine Art Altersheim
- Guia Lopes da Laguna (MS – Bundesstaat Mato Grosso do Sul) Asilo São Francisco de Assis seit 13. Mai 1993 – Pastoral mit Älteren und Kindern
- Jaboticabal (SP) (im Bairro Cohab II) Casa de Pastoral Nossa Senhora de Fátima seit 27. Juni 1994 – Arbeit im Pastoral-Haus und im Priesterseminar der Diözese
- Jaú (SP) (im Bairro Vila Assis) Hospital Amaral Carvalho seit 2. Juli 1964 – ursprünglich Krankenpflege, aktuell pastorale Arbeit im Krankenhaus
- Louveira (SP) (im Bairro Santo Antônio) Casa de Pastoral – Nossa Senhora Mãe dos Homens seit 13. April 1991 – pastorale Arbeit mit Familien, Kranken – Kinderchor
- Ribeirão Preto (SP)
  - GEWO-Haus, gegründet und unterstützt von einer Stiftung des Weidener Bürgers Georg Woschina. Hier werden Kinder und Jugendliche betreut, haben auch die Möglichkeit handwerklich tätig zu sein bzw. eine Ausbildung zu machen.
  - im Bairro Sumarezinho die Escola de Educação Infantil "Mônica 1" – eine Art Vorschule
  - im Bairro Vila Virgínia die Comunidade Sta. Clara mit der Associação São Francisco de Assis - GeWo-Haus – eine Art Kinderhort mit Mittagstisch, Hausaufgabenbetreuung und Weiterbildungsangeboten[10]
  - im Bairro Vila Virgínia die Escola de Educação Infantil "Mônica 2" seit Februar 1992 – eine Art Vorschule
- Taquaritinga (SP)
  - im Zentrum das  Colégio Pequeno Príncipe – Schule seit 1977
  - im Zentrum die Comunidade Ana Fraundorfer mit dem Lar São João Bosco gegründet am 7. Oktober 1952, übernommen am 12. Juni 1955 – Kinder- und Jugendheim
- Vargem Grande do Sul (SP)
  - Santa Casa de Misericórdia – seit 7. Dezember 1948 sind die Schwestern in dieser städtischen Einrichtung aktiv
  - Sociedade Humanitária seit 4. August 1955 Arbeit mit Senioren